# لين كريستي
لين كريستي (بالإنجليزية: Lyn Christie)‏ هو عازف جاز أسترالي، ولد في 3 أغسطس 1928 في سيدني في أستراليا.

## وصلات خارجية
- لين كريستي على موقع ميوزك برينز (الإنجليزية)
- لين كريستي على موقع أول ميوزيك (الإنجليزية)
- لين كريستي على موقع ديسكوغز (الإنجليزية)